# Мастер (фильм, 1966)
«Мастер» (пол. Mistrz) — польский чёрно-белый художественный фильм 1966 года, поставленный режиссёром Ежи Антчаком на студиях «Iluzjon» и Польского телевидения.
Премьера состоялась 7 октября 1966 года.

## Сюжет
В конце Второй мировой войны группа поляков находит убежище в монастыре, где они ждут своей участи под угрозой гестапо. Среди них есть разные люди с мирными профессиями, которые мечтают о будущем и спорят о нем. Старый актёр, известный как Мастер, также размышляет о своей жизни после войны.

## В ролях
- Януш Варнецкий — актёр
- Игнаци Гоголевский — молодой актёр
- Рышарда Ханин — Зофья Ковальская
- Хенрик Боровский — покровитель
- Збигнев Цибульский — режиссёр
- Анджей Лапицкий — Роман Павски
- Игорь Смяловский — гестаповец
- Анджей Жарнецкий — пианист
- Анджей Шенайх — гестаповский переводчик
- Юзеф Нальберчак — подопечный учителя

## Награды
- 1969 — Международный фестиваль радио и телевидения в Палермо — «Prix Italia» режиссёру Ежи Антчаку
- Государственная премия Польши I степени (1970) — сценаристу Здиславу Сковроньскому (посмертно)